# Pierre le Grand (croiseur)
Pour les articles homonymes, voir Pierre le Grand.
 (avril 2010).
Si vous disposez d'ouvrages ou d'articles de référence ou si vous connaissez des sites web de qualité traitant du thème abordé ici, merci de compléter l'article en donnant les références utiles à sa vérifiabilité et en les liant à la section « Notes et références ».
Le Pierre le Grand (Пётр Великий, Piotr Veliki), est un croiseur à propulsion nucléaire russe de la classe Kirov, quatrième navire de sa classe après l'Admiral Ushakov, l'Admiral Lazarev et l'Admiral Nakhimov. Il a été commandé par la marine de l'Union soviétique comme croiseur lance-missiles en 1986 et lancé en 1996 par la marine russe.
Les croiseurs à propulsion nucléaire (CGN, selon le code de classification de l'US Navy) de la classe Kirov ou Projet 1144 sont les plus grands et les plus puissants bâtiments de guerre de surface (hormis les porte-aéronefs) ayant été mis en service dans la marine soviétique et tiennent aujourd'hui encore ce rang dans la marine russe.
Leur silhouette est facilement reconnaissable grâce à l'antenne du radar Top-Pair qui est l'une des plus grandes antennes embarquées.
La désignation officielle du type Projet 1144 Orlan, est « croiseur lance-missiles, lourd à propulsion nucléaire ». En raison de leur taille et de leur apparence générale, rappelant celles des anciens bâtiments de ligne de la première moitié du XXe siècle, ces bâtiments sont souvent appelés « croiseurs de bataille » par les observateurs navals occidentaux. Ils auraient joué un rôle non négligeable dans la décision de l'US Navy de réactiver les cuirassés de classe Iowa.
Il pourrait être retiré du service avant 2030.

## États de service

### 1996-2007
Après avoir accompli ses essais en novembre 1996, le bâtiment a été affecté à la Flotte du Nord à la base de Severomorsk et désigné en qualité de vaisseau amiral de la Flotte du Nord. Devant initialement s'appeler le Youri Andropov, il a été renommé Pierre le Grand (Pyotr Velikiy) après la chute de l'Union soviétique.
Le 12 août 2000, le Pyotr Velikiy conduit en mer de Barents les plus grandes manœuvres menées par la Russie depuis que l'URSS s'est effondrée.
Dans le cadre de ces exercices, le bâtiment devait être la cible du K-141 Koursk, un sous-marin nucléaire de classe Oscar II et entamait des manœuvres d'évasion lorsque tout contact avec le Koursk fut perdu. Le sous-marin devait, selon la thèse officielle, lancer deux torpilles d'exercice, de type 65-76 (plus familièrement Tolstouchka, « grosse fille ») sur le navire amiral.
L'explosion de ces torpilles, liée à l'usage du peroxyde d'hydrogène comme carburant, causa la perte du sous-marin et de ses 118 hommes d'équipage et interrompit les manœuvres, pourtant lancées en grande pompe par Vladimir Poutine comme preuve de la résurrection de la marine.
Au mois de mars 2004, le Pyotr Velikiy est rendu inapte au service par l'amiral en chef de la marine russe Vladimir Kuroyedov, notamment à cause des difficultés liées à l'entretien et à la maintenance du grand bâtiment. L'amiral expose que le croiseur peut exploser à tout moment, mais en même temps indique qu'il pourra faire les réparations dans un délai de deux semaines, ce qui laisse subsister un sérieux doute sur l'état réel du Pyotr Velikiy.
Le croiseur est donc amarré le 19 avril 2004 au dock flottant PD-50 pour procéder à la peinture de la coque et à l'examen de son gouvernail. Les réparations sont terminées pour que le bâtiment puisse reprendre ses missions en août de la même année.
Le croiseur entame le 21 septembre 2004 sa première grande croisière, en compagnie du porte-aéronef Admiral Kuznetsov et des destroyers Admiral Chabanenko et Admiral Ushakov, qu'il conclura le 22 octobre 2004.

### 2008-2009
Le 8 septembre 2008, il a été annoncé que le Pyotr Velikiy naviguerait vers la mer des Caraïbes pour participer à des exercices navals avec la marine vénézuélienne, le destroyer Amiral Chabanenko et d'autres navires de soutien. Cette action représenterait la première grande démonstration de force russe dans les Caraïbes depuis la fin de la guerre froide. Le 22 septembre, le Pyotr Velikiy et l' amiral Chabanenko ont quitté leur port d'attache de Severomorsk.
Le 22 octobre 2008, le Pyotr Velikiy a effectué une escale à Marmaris, en Turquie et du 6 au 9 novembre, le croiseur et l' amiral Chabanenko ont effectué une escale à Toulon, en France, avant de quitter la Méditerranée le 10 novembre, en passant par le détroit de Gibraltar.
Le Pyotr Velikiy est arrivé à La Guaira, au Venezuela, le 25 novembre 2008 coïncidant avec une visite du président russe Dmitri Medvedev. Un exercice combiné, VENRUS-200, avec la marine vénézuélienne a eu lieu du 1er au 2 décembre 2008. Après avoir terminé les exercices, l' amiral Chabanenko a effectué une courte visite au Panama du 5 au 10 décembre, puis à Bluefields, au Nicaragua, du 13 au 15 décembre et a navigué à La Havane, à Cuba, le 19 décembre.
Le Pyotr Velikiy a continué seul jusqu'au Cap, en Afrique du Sud. Le 11 janvier 2009, le chef de l'état-major général russe a annoncé que le Pyotr Velikiy et six autres navires de guerre russes participeraient à un exercice naval conjoint avec la marine indienne plus tard le même mois. Le croiseur s'est arrêté pendant trois jours pour visiter Cape Town avant de continuer vers l'Inde.
Le 31 janvier, le Pyotr Velikiy a quitté le port de Mormugao dans l'État indien de Goa. Après une visite de deux jours qui comprenait un exercice naval avec le destroyer lance-missiles indien INS Delhi, le croiseur est parti pour les eaux africaines où le navire a rejoint d'autres navires de guerre de la marine russe et a mené l'exercice INDRA-2009.
Le 12 février 2009, le navire a capturé dix pirates dans trois bateaux au large des côtes somaliennes.
Le 10 mars, le Pyotr Velikiy est retourné à son port d'attache de Severomorsk, mettant fin à un déploiement de six mois.

### 2010
Le 30 mars 2010, le Pyotr Velikiy a quitté la Flotte du Nord pour un nouveau déploiement de six mois. Au cours de sa période de service de six mois, le navire de guerre a traversé l'océan Atlantique et la mer Méditerranée avant d'entrer dans l'océan Indien via le canal de Suez. Dans l'océan Indien, le croiseur a mené des manœuvres avec d'autres navires de guerre russes de la flotte de la mer Noire.
Le 14 avril, le croiseur lance-missiles a visité le port méditerranéen de Tartous en Syrie. En septembre 2008, la Russie aurait été en pourparlers avec la Syrie pour faire de Tartous une base permanente pour les navires de guerre russes au Moyen-Orient.
Début mai 2010, le Pyotr Velikiy a rencontré le croiseur Moskva en mer de Chine méridionale. Ils y ont mené des exercices conjoints et organisé une cérémonie d'adieu traditionnelle le 5 mai. Les deux navires devaient arriver dans le port extrême-oriental russe de Vladivostok pour participer à l'exercice stratégique à grande échelle Vostok-2010.
Le 29 septembre, le Pyotr Velikiy est retourné à sa base d'attache dans la flotte du Nord après six mois en mer. Le navire amiral de la Flotte du Nord avait parcouru environ 28 000 milles marins (52 000 km ; 32 000 mi) depuis le début de la mission le 30 mars.

### 2013
Début septembre 2013, le Pyotr Velikiy a dirigé une flottille de navires de la marine russe à travers la Route maritime du Nord en vue de la mise en place de patrouilles régulières.

### 2014

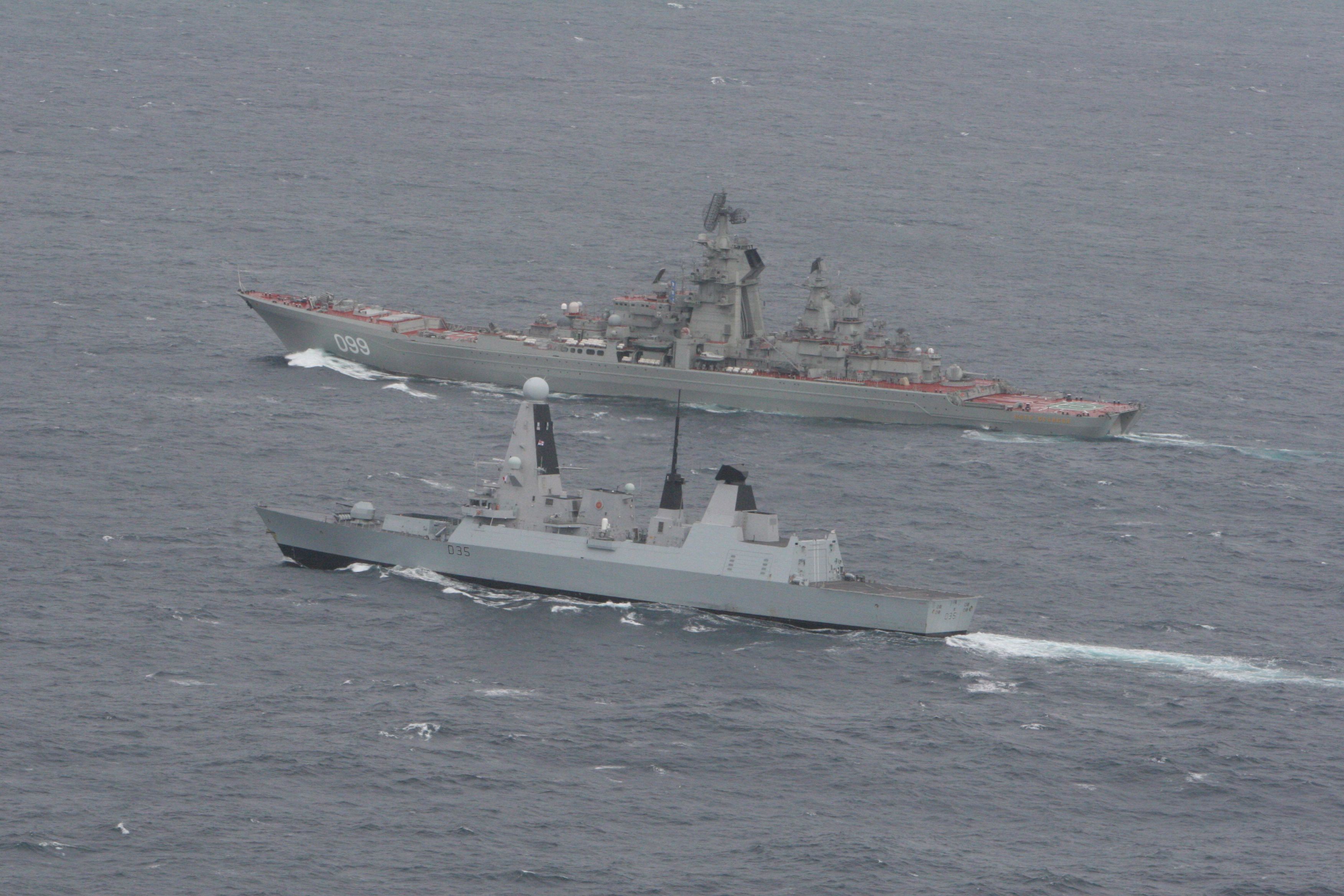
HMS Dragon avec le Pyotr Velikiy en mai 2014 dans la Manche

Le Pyotr Velikiy avec le porte-avions Amiral Kouznetsov et les pétroliers Sergey Osipov, Kama et Dubna ; le remorqueur Altay et le navire de débarquement de classe Ropucha Minsk sont entrés dans la Manche pour naviguer vers le nord. Le destroyer britannique HMS Dragon a surveillé la formation russe alors qu'elle s'approchait des eaux du Royaume-Uni. Une fois que les navires se sont repérés, ils ont navigué brièvement à proximité avec un « meet and greet » standard.
Le Pyotr Velikiy entre au chantier naval Sevmash de Severodvinsk pour une modernisation longue durée avec (entre-autres) l'intégration des missiles hypersoniques 3M22 Tsirkon (code OTAN SS-N-33) à la place des P-700 Granit.

## Armement
Le croiseur lance-missiles Pyotr Velikiy (Pierre le Grand) est un des navires le plus moderne et le plus puissant de la marine russe, ainsi qu'un des navires de frappe le plus puissant au monde. Ce navire a la possibilité d'atteindre des cibles de surface et de protéger des convois maritimes contre des attaques aériennes et sous-marines. Il a une autonomie de croisière illimitée due à sa propulsion nucléaire, et est équipé de missiles de croisière, capables de frapper des cibles jusqu’à une distance de 2 600 kilomètres.
Ce croiseur lance-missiles est doté du système de missile antinavires « Granit » développé par NPO Machinostroïenia, il est équipé de 20 stations de lancement verticales SM-233 qui sont équipés de missiles P-700 Granit, installés sous le pont supérieur avec un angle d'élévation de 60°. La longueur du missile est de 10 m, le calibre est de 850 mm et sa masse au décollage s'élève à 7 tonnes.
La tête de combat est un monobloc nucléaire (500 kt), conventionnel (750 kg d’explosifs) ou ogive air-combustible (explosion volumétrique). Le champ de tir est de 700 km, la vitesse de vol est de Mach 1,6 (en basse altitude) jusque Mach 2,5 (en haute altitude). Les missiles ont un programme d’attaque de cible à plusieurs variables, une immunité au bruit accrue et sont conçus pour attaquer des cibles de groupe. Lors du tir à la salve, l'un d'entre eux doit se trouver à haute altitude pour élargir la portée de détection de l'ennemi et partager des informations avec les autres, qui se dispersent littéralement à la surface de l'eau. Dans le cas de la destruction du missile leader, sa place est automatiquement prise par l'un des missiles esclaves.
La désignation et le ciblage d'objectif au-delà de l'horizon peuvent être effectués par un avion Tu-95RT, un hélicoptère Ka-25C ou un système de reconnaissance et de ciblage spatial.
Le navire est équipé du complexe antiaérien S-300F « Reef », qui comprend 12 lanceurs et 96 missiles à lancement vertical.
Il existe également un système antiaérien embarqué autonome « Kinjal (ru) ». Chaque unité centrale de type tambour sous-plate-forme est équipée de 8 missiles 9M330-2 à combustible solide à un étage. Le stock total s'élève à 128 missiles.
Le croiseur est armé du complexe de missiles antiaériens et d'artillerie « Kortik » qui assure la défense du navire contre un certain nombre d'armes « précises », notamment des missiles antinavires et antiradars, des bombes aériennes, des avions et des hélicoptères ou des navires de petit tonnage. Chaque unité dispose de deux montures d’artillerie AK-630M1-2 de calibre 30 mm et de six canons, ainsi que de deux canons de calibre 30 mm OA-18KD selon le système Gatling, avec une cadence de tir 10 000 cp/min et de deux blocs de 4 missiles 4M311 (SA-N-11) avec fragmentation ogive et fusées de proximité. 16 autres missiles sont positionnés dans la tourelle. Les missiles sont unifiés avec le missile 2S6 « Tunguska ». Le système de contrôle du système de défense aérienne Dirk se compose de systèmes de radars et d'écrans reliés entre eux par l'utilisation d'éléments d'intelligence artificielle. Deux installations du système de missiles de défense aérienne Kortik sont situées à l'avant du navire, des deux côtés du PU Granit, les quatre autres sont situées à l'arrière de la superstructure principale.
En outre, le croiseur Pierre le Grand est équipé de montures de canons automatiques polyvalents AK-130 (calibre 130 mm) avec une portée de tir de 23 km et une cadence de tir de 20 à 80 coups par minute pour une batterie de 2 canons. Les projectiles sont à fragmentation hautement explosive. Le système de contrôle de tir MR-184 permet de suivre et de tirer simultanément deux cibles.
Le croiseur est également armé de deux complexes anti-sous-marins RPK-6M (5 lanceurs sur chaque bord), torpille-missile de 533 mm de diamètre, dont les torpilles sont capables d’attaquer les sous-marins ennemis à une distance maximale de 60 km. La torpille compacte UMGT-1 est utilisée comme tête de combat. La roquette plonge dans l'eau, décolle dans les airs et envoie une torpille à la zone cible. Un mot signifie déjà UMGT-1, qui plonge à nouveau dans l'eau.[Quoi ?]
Pour combattre les torpilles ennemies, le croiseur Pierre le Grand dispose d'un système antitorpilles RKPTZ-1M "Udav-1M" (10 tubes guides, recharge automatique du convoyeur, temps de réaction - 15 secondes, portée maximale - 3 000 m, masse maximale de la fusée : 233 kg). Il existe sur le Pierre le Grand les lanceurs : un RBU-1200 à dix tubes (3 000 m, capacité de projectile - masse de 80 kg) installée à l’avant du navire sur une plaque tournante, deux RBU-1000 à six tubes "Smerch-3" (portée - 1 000 m, masse du projectile - 55 kg) à l’arrière sur le pont supérieur des deux côtés. Le système antinavires comprend aussi deux paires de PK-14 en PU de 150 mm (complexe d’interférence de tir) jumelées, des pièges anti-électrons, de fausses cibles et une fausse cible de torpille tractée avec un puissant générateur de bruit.
À bord du croiseur se trouvent deux hélicoptères anti-sous-marins Ka-27.
L'équipement radar REP / EW TARKR Pierre le Grand comprend 16 stations de trois types. Le matériel général de suivi, de poursuite et de ciblage des navires comprend deux stations de communication spatiales (SATSOM), quatre stations de navigation spatiale (SATPAU) et quatre stations électroniques spéciales. Le radar toutes saisons Fregat-MAE détecte les cibles à des distances supérieures à 300 km et à des altitudes supérieures à 30 km.
Le croiseur dispose également de trois stations de navigation, de quatre systèmes de commande électroniques pour le tir des armes, de commandes des vols d'hélicoptères et d'un système d'identification ami / ami.
Le système hydroacoustique du navire comprend un sonar avec une antenne de coque permettant de rechercher et de détecter les sous-marins aux basses et moyennes fréquences, ainsi qu’un système de sonar automatique remorqué avec une antenne de profondeur variable (150-200 m) aux moyennes fréquences.
Lors de la mise à niveau en 2019-2022, des missiles hypersoniques antinavires Zircon, des missiles antinavires universels supersoniques P-800 Oniks, des missiles de croisière Kalibr seront ajoutés à l'armement du navire. Les missiles seront lancés à partir de lanceurs universels 3S14.